# Промио, Александр
Александр Промио (фр. Jean Alexandre Louis Promio, 9 июля 1868, Лион — 1927, Аньер-сюр-Сен) — французский кинооператор, режиссёр, один из первых профессиональных кинооператоров. Работал с братьями Люмьер.

## Биография
В 1896 году оператор Александр Промио осуществил съёмку с лодки, плывущей по каналу Венеции.
В мае 1896 года Александр Промио участвовал в съемках церемонии коронования императора Николая II в Москве, вместе с Франциском Дублие, Камиллом Серфом и Шарлем Муассоном. Александр также работал в Петербурге, сопровождал французского президента Феликса Фора.
Часть воспоминаний Александра Промио была опубликована  в «Истории кино» Куассака. Он рассказывает, как в Женеве ему приходилось залезать в гигантскую бочку, принадлежавшую фирме «Фрюишольц», а в Бремене – в гроб, чтобы перезарядить аппараты, так как нигде не было темной комнаты.

## Избранная фильмография
- 1896 — Гранд-канал в Венеции / Le grand Canal à Venise
- 1896 — Нью-Йорк, Бруклинский мост / New York, pont de Brooklyn
- 1897 — Отправление на поезде из Иерусалима / Départ de Jérusalem en chemin de fer
- 1897 — Смерть Марата / Mort de Marat